# Liriomyza avicenniae
Liriomyza avicenniae är en tvåvingeart som beskrevs av Martinez och Etienne 2002. Liriomyza avicenniae ingår i släktet Liriomyza och familjen minerarflugor. Inga underarter finns listade i Catalogue of Life.